# Bekötöt szemmel
Bekötött szemmel (en hongarès, Amb els ulls embenats) és una pel·lícula hongaresa del 1975 dirigida per András Kovács amb guió basat en una novel·la de Gábor Thurzó.

## Trama
El cos d'un home condemnat a mort, assistit per un capellà, desapareix durant els atemptats. Els soldats criden per un miracle.

## Repartiment
- András Kozák: el capellà
- József Madaras:
- Sándor Horváth:
- János Koltai
- István Avar: el monsenyor
- András Ambrus:
- János Boros:
- László Szabó: soldat ferit
- János Árva: soldat
- Lajos Öze: el president

## Producció i distribució
La pel·lícula ha estat produïda per Budapest Filmstúdió i Mafilm. Es va estrenar a Hongria el 9 de gener de 1975. A Itàlia, on es va estrenar el 1976, la pel·lícula va ser distribuïda per Italnoleggio amb el visat 69078 publicat l'1 d'octubre de 1976. A Alemanya Occidental, va prendre el títol Verbundene Augen, mentre que a Alemanya Occidental va ser rebatejat com Den Tod vor Augen.

## Premis
Va rebre el Premi especial del jurat al Festival Internacional de Cinema de Sant Sebastià 1975.